# Seznam zračnoprevoznih enot
Seznam zračnoprevoznih enot.

## Seznam

### Ruska federacija
- 7. zračnoprevozna divizija
- 76. zračnoprevozna divizija
- 98. zračnoprevozna divizija
- 106. zračnoprevozna divizija

### ZDA
- 82. zračnoprevozna divizija
- 101. zračnoprevozna divizija (zračnodesantna)